# سوني إكسبيريا زد2 تابلت
سوني إكسبيريا زد2 تابلت (بالإنجليزية: Sony Xperia Z2 Tablet)‏ هو حاسوب لوحي من سوني يعمل بنظام أندرويد تم الكشف عنه في فبراير 2014، تم طرحه في الأسواق في مارس 2014.

## الخصائص
- نظام التشغيل: أندرويد
- الكاميرا الأمامية: 2.2 ميجابكسل
- الكاميرا الخلفية: 8.1 ميجابكسل
- الشاشة: إل سي دي
- الوزن: 439 غرام
- المعالج: 2.3 جيجا هرتز
- الذاكرة: 3 جيجابايت رام
- التخزين: 16 جيجابايت

## وصلات خارجية
- الموقع الإلكتروني